# Choczewko
Choczewko (kaszb. Chòczéwkò) – osada kaszubska w Polsce położona w województwie pomorskim, w powiecie wejherowskim, w gminie Choczewo na obszarze Wysoczyzny Żarnowieckiej. Osada jest siedzibą sołectwa Choczewko, w którego skład wchodzą również miejscowości: Kurowo, Przebendowo i Przebendówko.
W latach 1975–1998 miejscowość administracyjnie należała do województwa gdańskiego.
W miejscowości był przystanek kolejowy Choczewko.

## Demografia
Współczesna struktura demograficzna osady Choczewko na podstawie danych z lat 1995–2009 według roczników GUS-u, z prezentacją danych z 2002 roku:

| WYSZCZEGÓLNIENIE | WYSZCZEGÓLNIENIE | WYSZCZEGÓLNIENIE | WYSZCZEGÓLNIENIE | WYSZCZEGÓLNIENIE | J. m.       | POPULACJA MIESZKAŃCÓW (w przedziałach wiekowych w 2002 roku) | POPULACJA MIESZKAŃCÓW (w przedziałach wiekowych w 2002 roku) | POPULACJA MIESZKAŃCÓW (w przedziałach wiekowych w 2002 roku) | POPULACJA MIESZKAŃCÓW (w przedziałach wiekowych w 2002 roku) | POPULACJA MIESZKAŃCÓW (w przedziałach wiekowych w 2002 roku) | POPULACJA MIESZKAŃCÓW (w przedziałach wiekowych w 2002 roku) | POPULACJA MIESZKAŃCÓW (w przedziałach wiekowych w 2002 roku) | POPULACJA MIESZKAŃCÓW (w przedziałach wiekowych w 2002 roku) | POPULACJA MIESZKAŃCÓW (w przedziałach wiekowych w 2002 roku) | POPULACJA MIESZKAŃCÓW (w przedziałach wiekowych w 2002 roku) |
| WYSZCZEGÓLNIENIE | WYSZCZEGÓLNIENIE | WYSZCZEGÓLNIENIE | WYSZCZEGÓLNIENIE | WYSZCZEGÓLNIENIE | J. m.       | OGÓŁEM                                                       | 0-9                                                          | 10-19                                                        | 20-29                                                        | 30-39                                                        | 40-49                                                        | 50-59                                                        | 60-69                                                        | 70-79                                                        | 80 +                                                         |
| ---------------- | ---------------- | ---------------- | ---------------- | ---------------- | ----------- | ------------------------------------------------------------ | ------------------------------------------------------------ | ------------------------------------------------------------ | ------------------------------------------------------------ | ------------------------------------------------------------ | ------------------------------------------------------------ | ------------------------------------------------------------ | ------------------------------------------------------------ | ------------------------------------------------------------ | ------------------------------------------------------------ |
| I.               | OGÓŁEM           | OGÓŁEM           | OGÓŁEM           | OGÓŁEM           | os.         | 182                                                          | 40                                                           | 28                                                           | 30                                                           | 25                                                           | 18                                                           | 12                                                           | 22                                                           | 5                                                            | 2                                                            |
| I.               | —                | odsetek          | odsetek          | odsetek          | %           | 100                                                          | 22                                                           | 15,4                                                         | 16,5                                                         | 13,7                                                         | 9,9                                                          | 6,6                                                          | 12,1                                                         | 2,7                                                          | 1,1                                                          |
| I.               | 1.               | WEDŁUG PŁCI      | WEDŁUG PŁCI      | WEDŁUG PŁCI      | WEDŁUG PŁCI | WEDŁUG PŁCI                                                  | WEDŁUG PŁCI                                                  | WEDŁUG PŁCI                                                  | WEDŁUG PŁCI                                                  | WEDŁUG PŁCI                                                  | WEDŁUG PŁCI                                                  | WEDŁUG PŁCI                                                  | WEDŁUG PŁCI                                                  | WEDŁUG PŁCI                                                  | WEDŁUG PŁCI                                                  |
| I.               | 1.               | A.               | Mężczyzn         | Mężczyzn         | os.         | 93                                                           | 20                                                           | 15                                                           | 17                                                           | 13                                                           | 11                                                           | 2                                                            | 12                                                           | 1                                                            | 2                                                            |
| I.               | 1.               | A.               | —                | odsetek          | %           | 51,1                                                         | 11                                                           | 8,3                                                          | 9,4                                                          | 7,1                                                          | 6                                                            | 1,1                                                          | 6,6                                                          | 0,5                                                          | 1,1                                                          |
| I.               | 1.               | B.               | Kobiet           | Kobiet           | os.         | 89                                                           | 20                                                           | 13                                                           | 13                                                           | 12                                                           | 7                                                            | 10                                                           | 10                                                           | 4                                                            | —                                                            |
| I.               | 1.               | B.               | —                | odsetek          | %           | 48,9                                                         | 11                                                           | 7,1                                                          | 7,1                                                          | 6,6                                                          | 3,9                                                          | 5,5                                                          | 5,5                                                          | 2,2                                                          | —                                                            |

 Rysunek 1.1 Piramida populacji — struktura płci i wieku osady
| I. | OGÓŁEM | OGÓŁEM  | OGÓŁEM            | OGÓŁEM            | OGÓŁEM            | os.     | 182     | 93      | 89      |         |         |         |         |         |         |         |         |         |         |         |
| I. | —      | odsetek | odsetek           | odsetek           | odsetek           | %       | 100     | 51,1    | 48,9    |         |         |         |         |         |         |         |         |         |         |         |
| I. | 1.     | W WIEKU | W WIEKU           | W WIEKU           | W WIEKU           | W WIEKU | W WIEKU | W WIEKU | W WIEKU | W WIEKU | W WIEKU | W WIEKU | W WIEKU | W WIEKU | W WIEKU | W WIEKU | W WIEKU | W WIEKU | W WIEKU | W WIEKU |
| I. | 1.     | A.      | Przedprodukcyjnym | Przedprodukcyjnym | Przedprodukcyjnym | os.     | 59      | 28      | 31      |         |         |         |         |         |         |         |         |         |         |         |
| I. | 1.     | A.      | —                 | odsetek           | odsetek           | %       | 32,4    | 15,4    | 17      |         |         |         |         |         |         |         |         |         |         |         |
| I. | 1.     | B.      | Produkcyjnym      | Produkcyjnym      | Produkcyjnym      | os.     | 104     | 60      | 44      |         |         |         |         |         |         |         |         |         |         |         |
| I. | 1.     | B.      | —                 | odsetek           | odsetek           | %       | 57,2    | 33      | 24,2    |         |         |         |         |         |         |         |         |         |         |         |
| I. | 1.     | B.      | a.                | mobilnym          | mobilnym          | os.     | 72      | 42      | 30      |         |         |         |         |         |         |         |         |         |         |         |
| I. | 1.     | B.      | a.                | —                 | odsetek           | %       | 39,6    | 23,1    | 16,5    |         |         |         |         |         |         |         |         |         |         |         |
| I. | 1.     | B.      | b.                | niemobilnym       | niemobilnym       | os.     | 32      | 18      | 14      |         |         |         |         |         |         |         |         |         |         |         |
| I. | 1.     | B.      | b.                | —                 | odsetek           | %       | 17,6    | 9,9     | 7,7     |         |         |         |         |         |         |         |         |         |         |         |
| I. | 1.     | C.      | Poprodukcyjnym    | Poprodukcyjnym    | Poprodukcyjnym    | os.     | 19      | 5       | 14      |         |         |         |         |         |         |         |         |         |         |         |
| I. | 1.     | C.      | —                 | odsetek           | odsetek           | %       | 10,4    | 2,7     | 7,7     |         |         |         |         |         |         |         |         |         |         |         |

## Zabytki

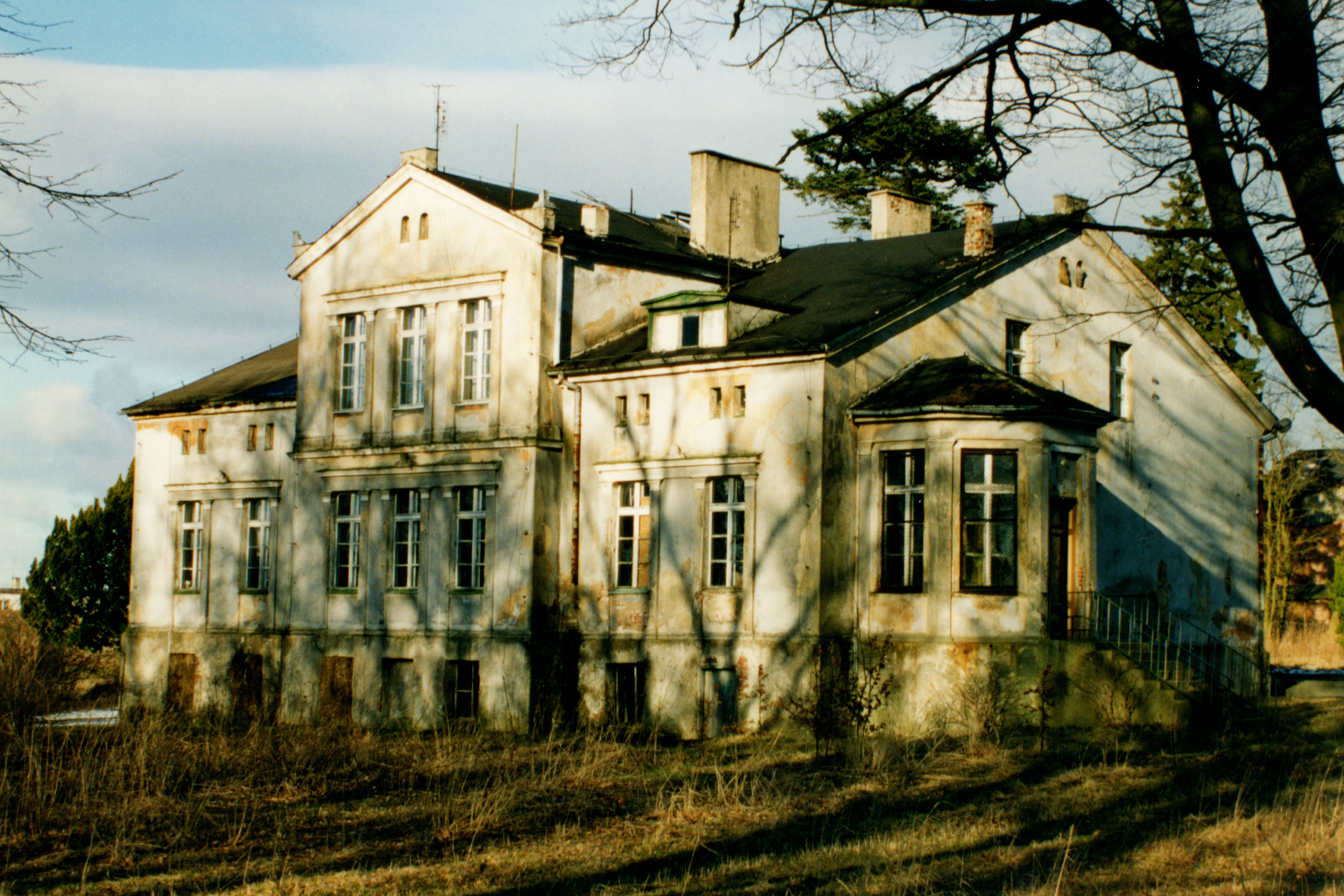
Dwór

- Zespół pałacowo-parkowy z drugiej połowy XIX wieku.

## Literatura
1. Bielec Jan (red.), Szwałek Stanisława: Wykaz urzędowych nazw miejscowości w Polsce. Ministerstwo Administracji, Gospodarki Terenowej i Ochrony Środowiska. T. I: A - J. Warszawa: GUS, 1980. Brak numerów stron w książce